# شیکی، سایتاما
شیکی در استان سایتاما در کشور ژاپن واقع شده‌است  که دارای جمعیت ۶۸٬۵۳۱ نفر و مساحت ۹٫۰۶ کیلومتر مربع با تراکم جمعیت ۷٬۵۶۴  نفر در کیلومترمربع است و در تاریخ ۲۶ اکتبر ۱۹۷۰ به عنوان شهر شناخته شد.